# Alkenon

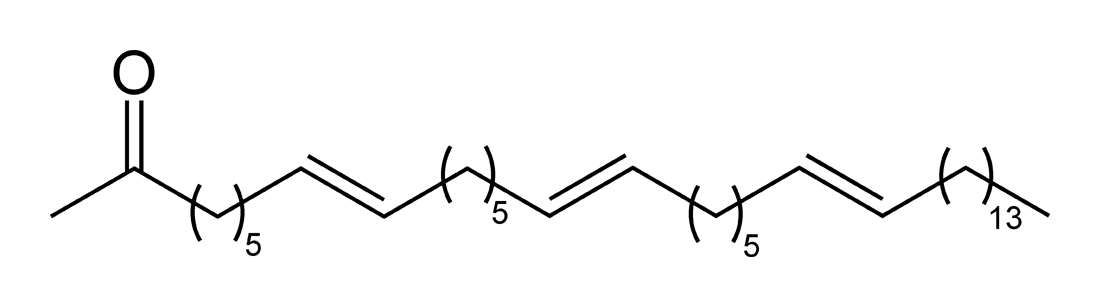
Formule van alkenon 37:3, (8E,15E,22E)-heptatriaconta-8,15,22-trien-2-one, C_{37}H_{68}O.

Alkenonen zijn een groep ketonen met een alkeenketen die afgescheiden worden door coccolithoforen van de orde Isochrysidales. Ze worden toegepast als proxy binnen de paleoklimatologie.

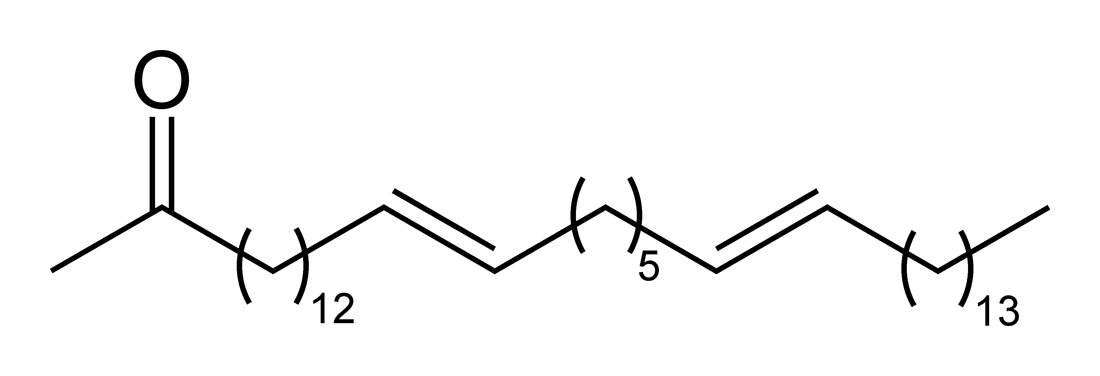
formule van de alkenon 37:2, (15E,22E)-heptatriaconta-15,22-dien-2-one, C_{37}H_{70}O.

Coccolithoforen zoals Emiliania huxleyi reageren op verandering in watertemperatuur met een verandering in lange, onverzadigde molecules van alkenon in hun cellen. Hoe lager de temperatuur, hoe meer drievoudig onverzadigde alkenenonen ze aanmaken. De alkenonen zijn stabiel en laten analyse toe in afzettingen van 100 miljoen jaar oud.
De alkenonen in de cellen van de coccolithoforen tellen typisch 37 tot 39 koolstofatomen en twee of drie dubbele bindingen. Bij analyse telt men de dubbel onverzadigde 37:2 en de drievoudig onverzadigde 37:3 alkenonen met 37 koolstofatomen. De index van onverzadiging is dan bepaald als de verhouding van de tweevoudig onverzadigde tot alle onverzadigde:
{\displaystyle U_{37}^{K'}={\frac {C_{37:2}}{C_{37:2}+C_{37:3}}}}
Een schatting voor de watertemperatuur T in °C volgt dan uit:
{\displaystyle T=29\cdot U_{37}^{K'}-1,15}
Alkenonen kan men op die manier beschouwen als klimaat"signalen" uit het verleden.